# Henry Domercant
Henry Domercant, né le 30 décembre 1980, à Chicago, dans l'Illinois, est un joueur américain naturalisé bosnien de basket-ball. Il évolue au poste d'arrière.

## Biographie
Domercant est élu meilleur joueur du mois de janvier 2012 de l'Euroligue 2011-2012.

## Palmarès

### Titres
- Champion de Turquie 2005
- Vainqueur de la coupe de Turquie 2006
- Champion d'Italie 2009, 2010
- Vainqueur de la coupe d'Italie 2009, 2010
- Vainqueur de la supercoupe d'Italie 2008, 2009
- Vainqueur de la coupe de Russie 2011

### Distinctions personnelles
- Nommé dans le deuxième cinq de l'Euroligue en 2012[2].